# Selvkonfigurerende radionet
Et selvkonfigurerende radionet består af et eller typisk flere trådløse basisstationer (inkl. alm. computere) med selvkonfigurerende radionet-software som tilsammen dækker et større hotspot-område og dermed udgør et radionet.
Den selvkonfigurerende radionet-software varetager:
- Routningen mellem de trådløse basisstationer og computere.
- Routning til de trådløse basisstationers og computeres evt. internetforbindelser. Hvis der en internetforbindelse er denne routning obligatorisk.
- Evt. NAT, DHCP og firewall.

## Selvkonfigurerende radionet i praksis
Nogle trådløse basisstationer og mange computere kan bringes til at anvende et Linux styresystem, hvilket muliggør mere intelligent anvendelse af den trådløse basisstation/trådløse netkort i f.eks. et selvkonfigurerende radionet med OLSR- eller MobileMesh-software. Kig under de eksterne henvisninger.

### Blandet
- It-styrelsen: Rapporter/redegørelser: Selvkonfigurerende Radionet (pdf – ret endelsen til .pdf) Arkiveret 11. januar 2004 hos  Wayback Machine
- Ad hoc protocols implementations, Ad hoc protocol list
- Ad hoc Protocol Evaluation and Experiences of Real World Ad Hoc Networking, David Lundberg davidl@update.uu.se, Department of Information Technology, Uppsala University (PostScript) Arkiveret 4. august 2003 hos  Wayback Machine

### OLSR-baserede
- June 23, 2005: Setting up OLSR mesh on a Linksys
- This page collects the HIPERCOM work related to OLSR, including drafts, papers and code
  - olsr.org Arkiveret 8. april 2015 hos  Wayback Machine Citat: "...The olsr.org OLSR daemon is an implementation of the Optimized Link State Routing protocol. OLSR [RFC 3626] is a routing protocol for mobile ad-hoc networks. The protocol is pro-active, table driven and utilizes a technique called multipoint relaying for message flooding. Currently the implementation compiles on GNU/Linux, Windows, OS X, FreeBSD and NetBSD systems..."
    - download: Linux, Windows, Mac OS X, Debian, RPM-pakke, PDA iPaq, PDA Zaurus... Arkiveret 7. marts 2005 hos  Wayback Machine
    - Linux Optimized Link State Routing Protocol (OLSR) IPv6 HOWTO

  - OLSR Routing Protocol (RFC3626) Arkiveret 13. oktober 2005 hos  Wayback Machine
  - Welcome to the web site of QOLSR Arkiveret 25. november 2011 hos  Wayback Machine "QOLSR = QoS + OLSR", download Arkiveret 5. marts 2005 hos  Wayback Machine
  - OlsrTipps Arkiveret 8. marts 2005 hos  Wayback Machine

### MobileMesh-baserede
- Mitre: mobilemesh, web archive backup
- Debian: mobilemesh Debian pakke.
- Golem.de: MobileMesh-Router auf einer Diskette
- Der Berliner Informatikstudent Jens Nachtigall hat basierend auf der Linux-Disketten-Distribution fli4l eine eigene kleine Distribution namens "MobileMeshDisk" erstellt Arkiveret 4. april 2004 hos  Wayback Machine
- Elektras slackware baserede mobilemeshCD (ISO CD-image) (Webside ikke længere tilgængelig)